# تخت باهی
تخت باهی (اردو: تختِ باهی «تخت آب بهار») که بعضاً اشتباهاً تخت بهایی (اردو: تخت بهائی؛ «تخت برادر») نیز نامیده می‌شود، یک معبد بودایی متعلق به دوران فرمانروایی اشکانیان بر شمال هند در مردان، خیبر پختونخوا در پاکستان امروزی است. این اثر یکی از بهترین و سالم‌ترین آثار بودایی در گنداره است.
این معبد بودایی در قرن اول میلادی ساخته شد و تا قرن هفتم از آن استفاده می‌شد. تخت باهی در سال ۱۹۸۰ به عنوان میراث جهانی یونسکو به ثبت رسید.

## نام
برای تخت بهی در اردو نیز تخت بَهی میگویند که درست تر می نماید - این نام در پارسی نیز تخت بَهی بوده  اما از انجا که مترجمان پارسی انرا  از خط لاتین و زبانهای اروپایی گرفته اند به اشتباه انرا باهی نوشته اند - معناهای متفاوتی ارائه شده‌است. مردم محلی معتقدند معنای آن تخت یا سریر آب بهاری است، زیرا در نزدیکی آن دو چاه آب وجود دارد.
تخت بهی گونه درست ان  یک واژه پارسی است که نمونه انرا در بلخ بهی نیز می بینیم بَهی گویه پهلوی و دری و از ریشه  بَه  است که انرا در واژگان به به و بهتر می بینیم - اگر چه . باهی  به معنای بهار یا آب نیز است و این دو واژه در کنار هم ممکن است به معنای آب در بالای تپه یا تخت بهار معنی دهند. برای این نام معنای «تخت ریشه‌ها» نیز پیشنهاد شده‌است.

## باقی مانده‌ها

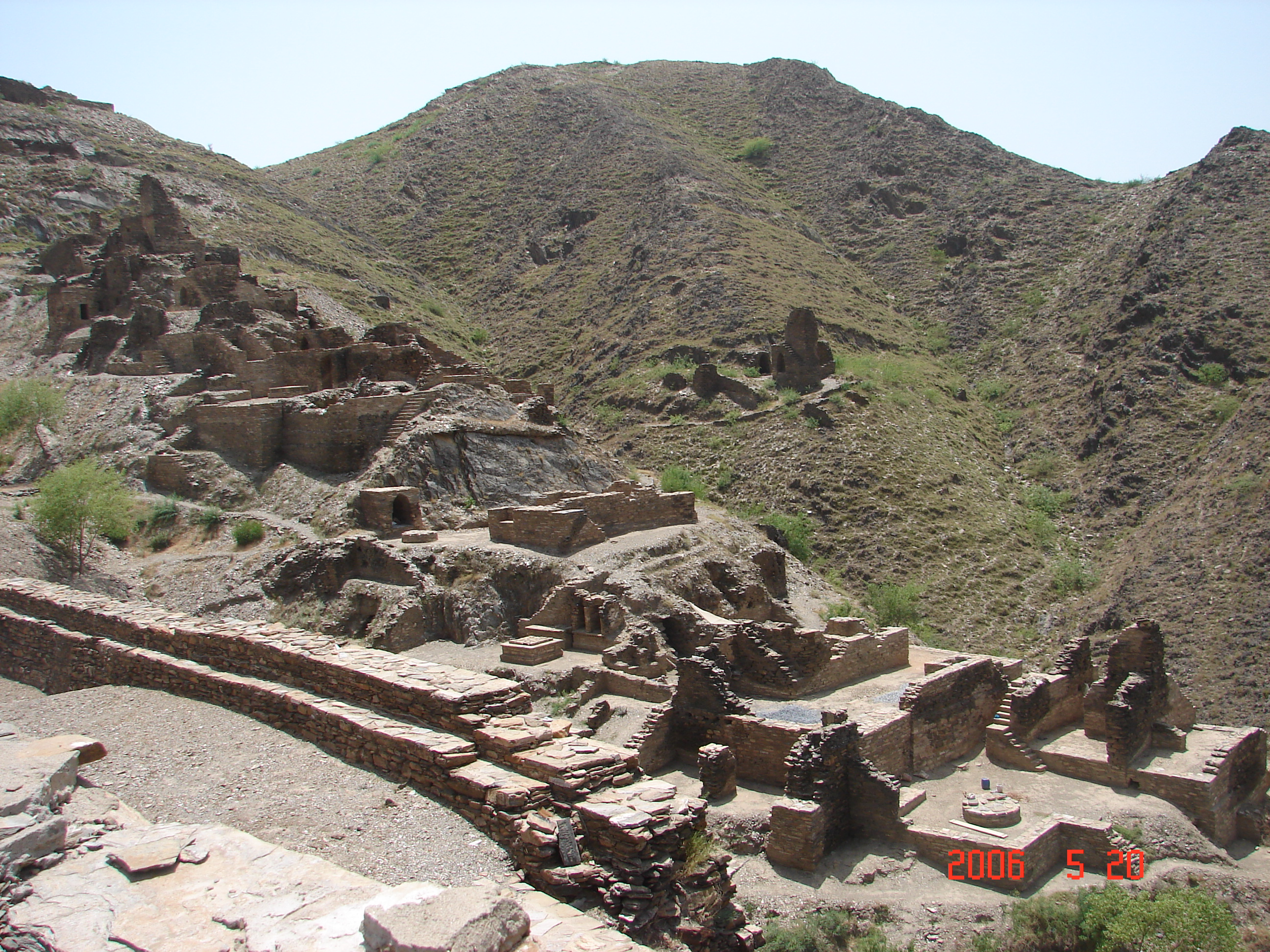
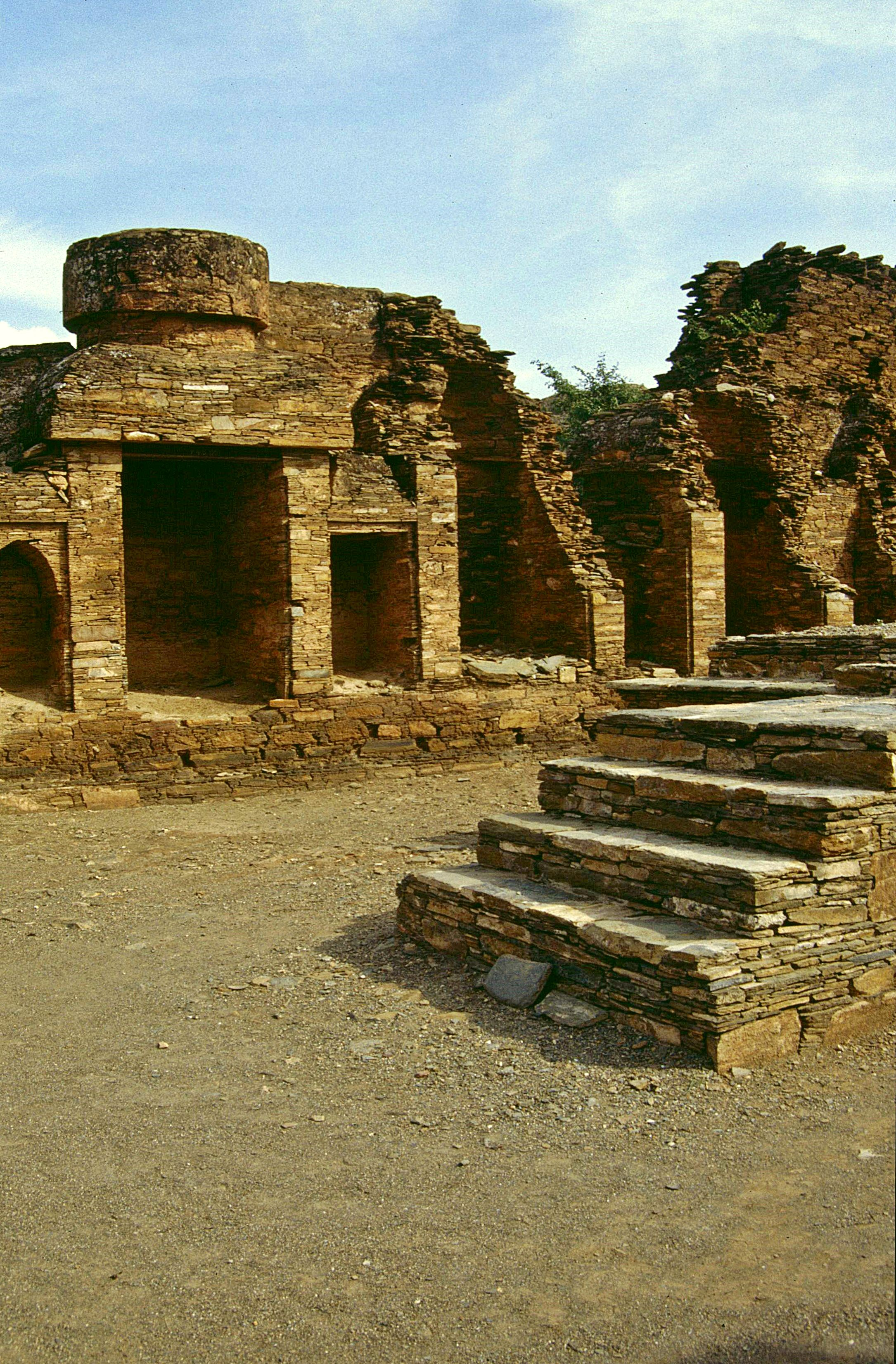
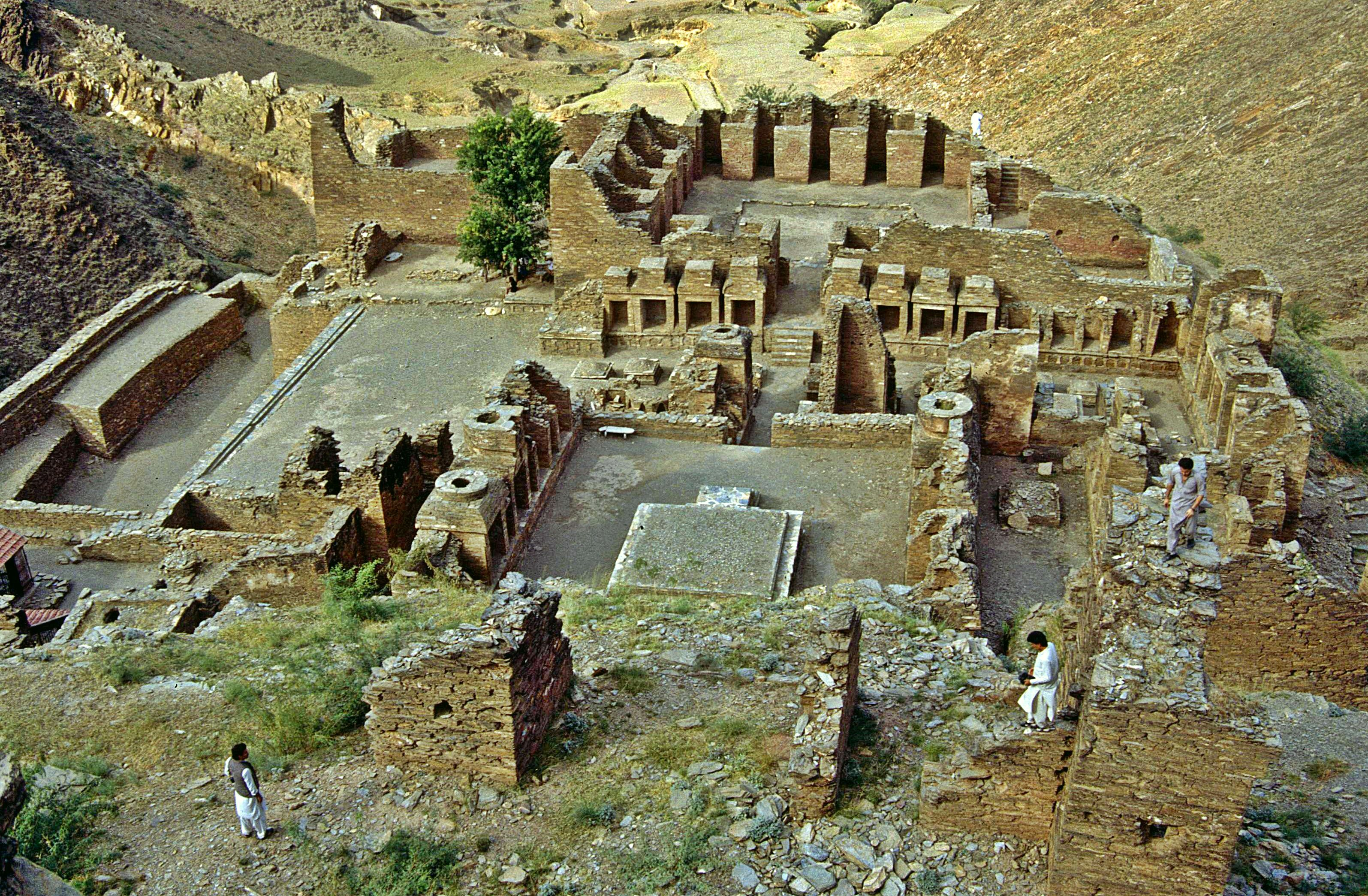
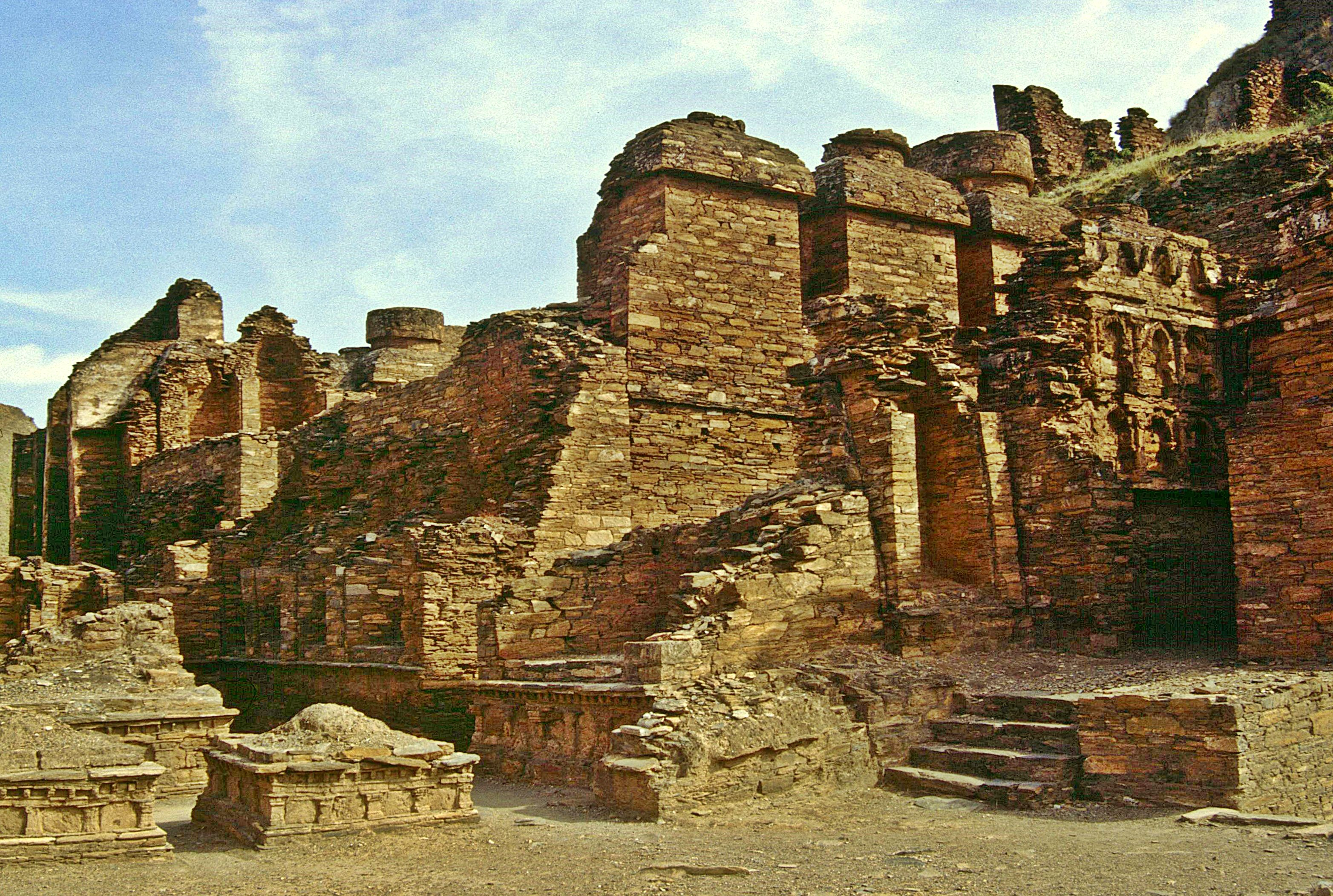
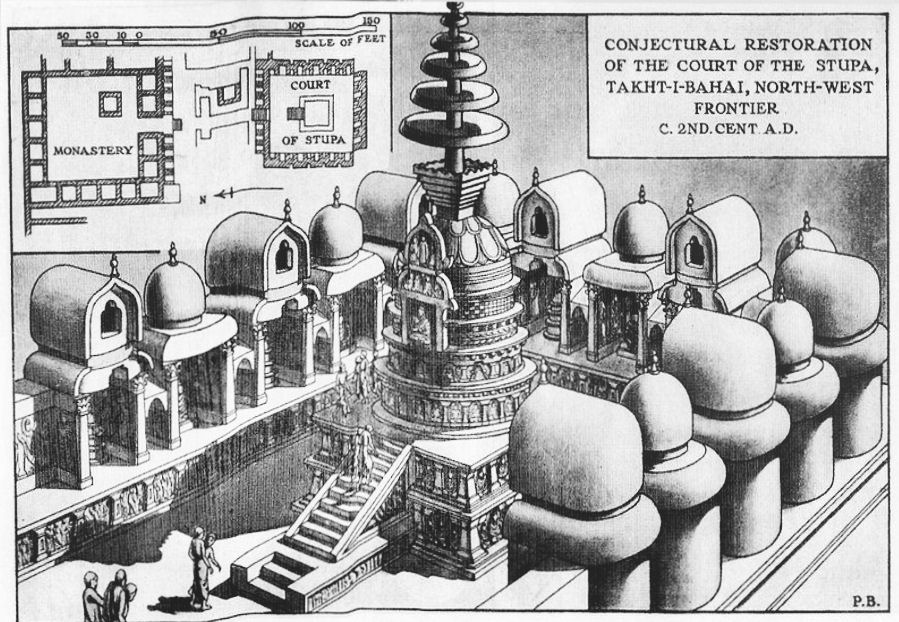

## آثار هنری

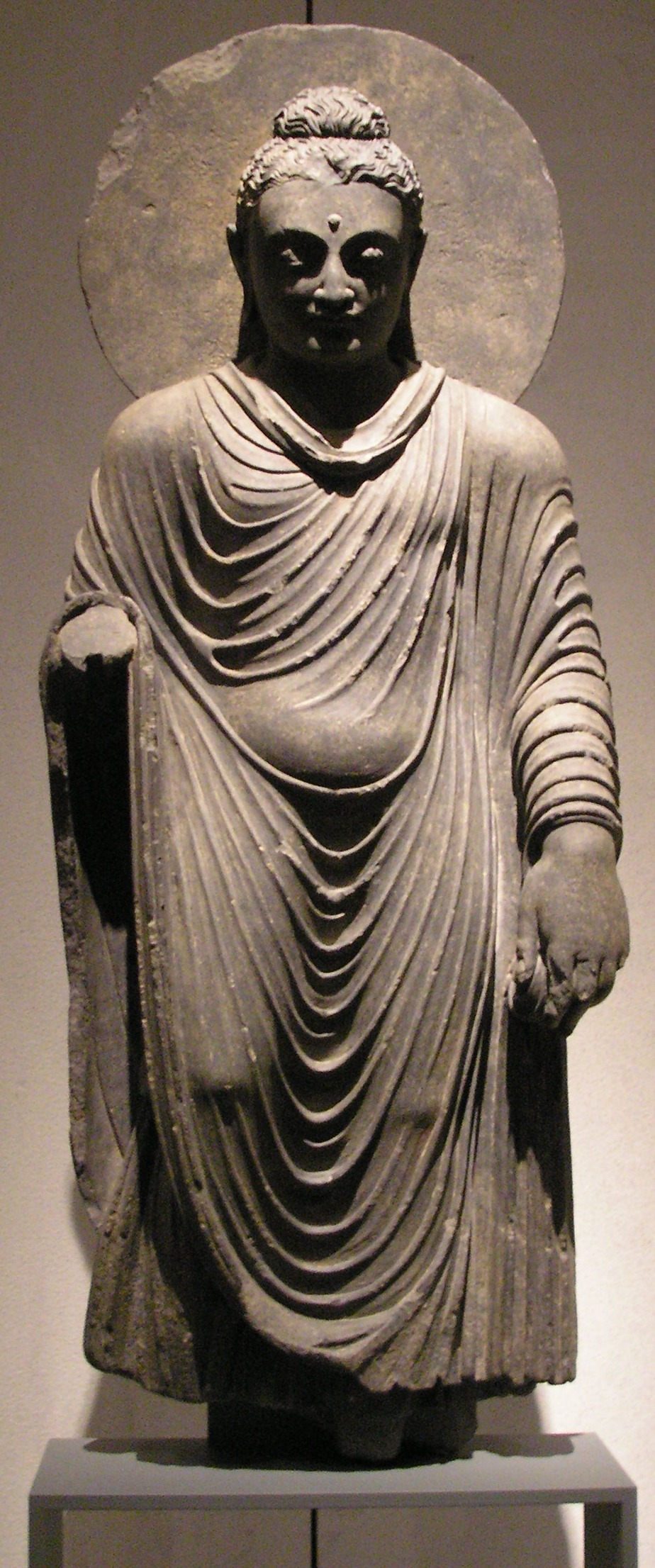
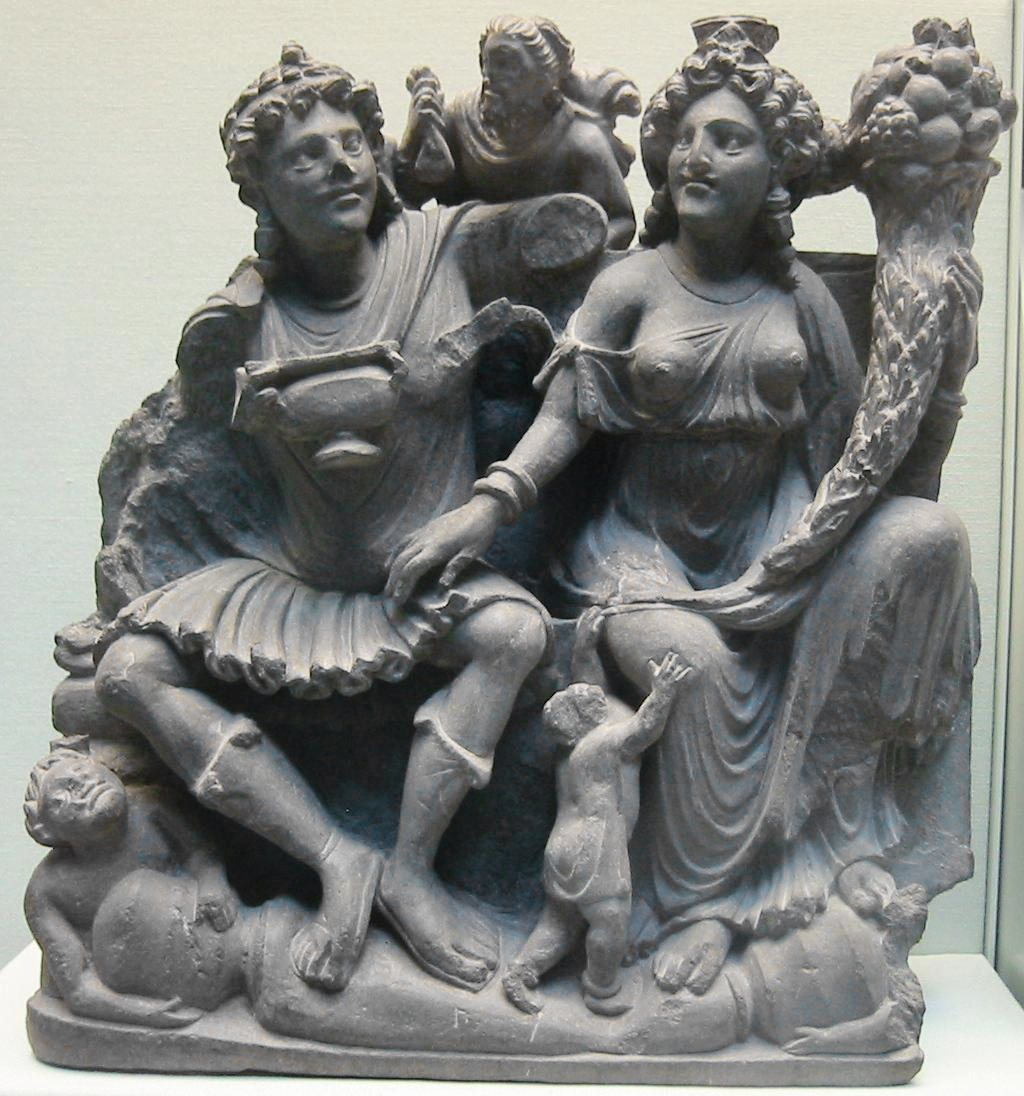
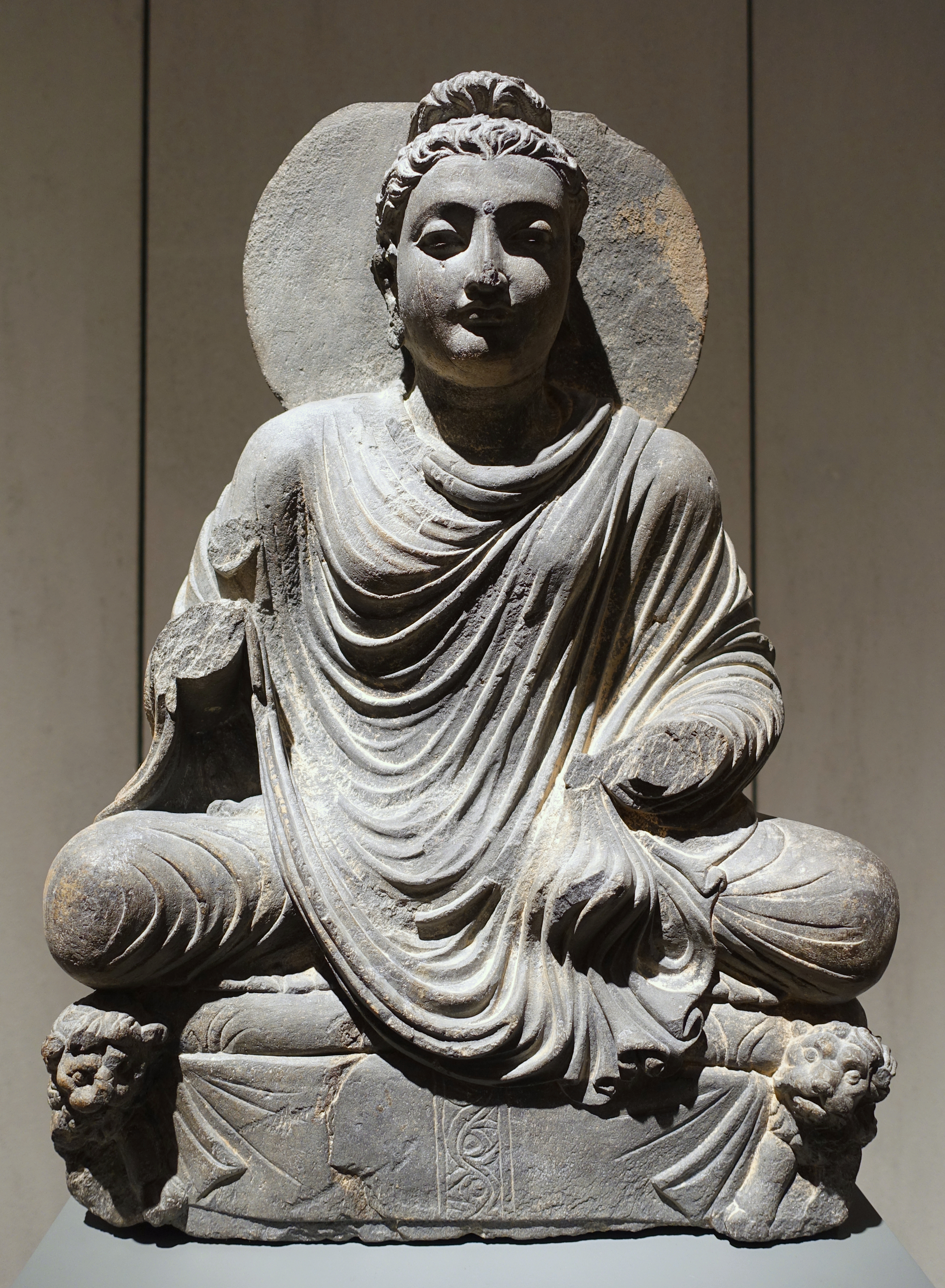